# Georg Gsell

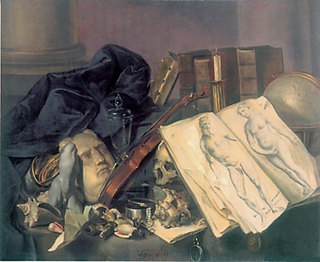
Stillleben

Georg Gsell (* 28. Januar 1673 in St. Gallen; † 22. November 1740 in Sankt Petersburg) war ein Schweizer Barockmaler, Kunstberater und Kunsthändler.

## Leben
Er erhielt seine Ausbildung 1690 bis 1695 in Wien bei dem Maler Antoon Schoonjans (1655–1726). Nach seiner Ausbildung lebte und arbeitete er von 1697 bis 1704 in seiner Geburtsstadt St. Gallen. 1697 heiratete er Marie Gertrud von Loen aus Frankfurt am Main. Das Paar hatte fünf Töchter, darunter Elisabeth Gsell, geboren 1699 in St. Gallen, die 1717 in Amsterdam den Bibliografen und Übersetzer Isaac Le Long heiratete, und Katherina Gsell, 1707 in Amsterdam geboren, die später die erste Ehefrau des Mathematikers Leonhard Euler wurde; das Paar hat zahlreiche heute bekannte Nachfahren.
1704 übersiedelte Gsell nach Amsterdam. Nach dem Tod seiner ersten Frau (13. Mai 1713) heiratete er am 28. Dezember 1714 Anna Houtmans (oder Horstmans). In zahlreichen Literaturquellen wird eine Scheidung dieser Ehe am 15. Juni 1715 berichtet, für die es aber im Staatsarchiv Amsterdam keine Urkunden gibt.
Dasselbe gilt für eine Eheschliessung mit der Witwe Dorothea Maria Hendriks, geb. Graff (getauft in Nürnberg 2. Februar 1678, gestorben in Sankt Petersburg 5. Mai 1743), Tochter der Naturforscherin und Malerin Maria Sibylla Merian und des Nürnberger Stillleben- und Architekturmalers Johann Andreas Graff (die Eltern wurden geschieden). Graff war auch eine Malerin, die zusammen mit ihrer Mutter einige Zeit nach Suriname gereist war, wo sie die Zeichnungen und Gemälde der lokalen Flora und Fauna gemalt hatte. Ihr Interesse galt wie das der Mutter vor allem Blumen und Insekten. Gsell lebte schon vor der Ehe in der Kerkstraat, möglicherweise sogar im Haus der im Januar 1717 verstorbenen Mutter von Dorothea Maria in dem Gebäude «Roozetak», nicht weit von der Spiegelstraat, dies belegt der Heiratseintrag von Gsells Tochter Anna im Januar 1717. Das Paar hatte in Sankt Petersburg vier Kinder. Die jüngste Tochter, Salome Abigail, wurde 1776 die zweite Frau des Mathematikers Leonhard Euler, nachdem seine erste Frau, ihre Halbschwester (s. o.), 1773 verstorben war.
Während eines Besuchs von Zar Peter I. in den Jahren 1716/1717 in Amsterdam fungierte Georg Gsell als sein Kunstberater. Als Kenner der niederländischen Kunst beriet er Peter den Grossen, welche Gemälde und anderen Kunstwerke er für den Peterhof-Palast in Sankt Petersburg kaufen sollte. Als Peter der Grosse nach Russland zurückging, trat das Ehepaar Gsell-Merian in seinen Dienst.
In Sankt Petersburg arbeitete er mit seiner Frau zuerst in der Kunstkammer, bevor er im Jahr 1720 zum Kurator der kaiserlichen Galerien ernannt wurde. Nach dem Tod von Peter dem Grossen und seiner Frau unterrichtete Gsell von 1727 Malerei und Zeichnung auf der Russischen Akademie der Wissenschaften in Sankt Petersburg und illustrierte mehrere Publikationen der Akademie, zum Beispiel zeichnete er die Eingeweide von Löwen und Fischen.
Zusammen mit Andrei Matwejew (1701–1739) malte er von 1730 bis 1732 sieben der achtzehn Ikonen an die Oberseite der Mauern der neuen Peter-und-Paul-Kathedrale. Er malte auch Porträts, Genre Stucke, Stillleben von religiösen und mythologischen Themen, wie die Venus und Amor (1722, heute im Kunstmuseum Solothurn). Die meisten seiner Werke befinden sich in Russland, vier von ihnen in den Museen des Peterhofes, wo er selbst als Kurator gearbeitet hatte.
Nach Gsells Tod im Jahre 1740 blieb die Familie in Russland; einige Enkel und Urenkel sind bekannt.